# Plaza Bolívar de San Cristóbal
La plaza Bolívar de San Cristóbal es un espacio público localizado en la ciudad de San Cristóbal en el occidente de Venezuela, específicamente en el Estado Táchira. Fue construida para honrar al General Simón Bolívar, libertador y héroe nacional venezolano. Se localiza entre el Centro Cívico y el Ateneo del Táchira, y en ella se encuentra una estatua ecuestre de Bolívar.
Originalmente ubicada donde hoy se encuentra la Plaza Juan Maldonado que en ese entonces era el centro de la ciudad fue trasladada a su sitio actual, la séptima Avenida con calle 9 y 10, siendo inaugurada en el año 1912 por el gobierno local.
En 2013 el gobierno del estado Táchira planteó estudiar la posibilidad de trasladarla a su sitio original, lo que generó un debate en torno a la conveniencia o no de su traslado.